# Щеняча любов
Щеняча любов (англ. Puppy Love) — американська кінокомедія режисера Роя Вільяма Нілла 1919 року.

## У ролях
- Жозефін Кроуелл — Мерсі Вінтерс
- Хелен Данбар — місіс Олівер
- Емілі Гердес — Філліс Вінтерс
- Гарольд Гудвін — Джеймс Гордон Олівер
- Еліс Ноуленд — Серафіна Вінтерс
- Ліла Лі — Глорія O'Коннелл
- Една Мерфі
- Чарльз Мюррей — Шеймус O'Коннелл
- Лінкольн Стедман — Гіппо Гарджер